# Нетішинська міська рада
Неті́шинська міська́ ра́да — орган місцевого самоврядування в Хмельницькій області. Адміністративний центр — місто обласного значення Нетішин.

## Загальні відомості
- Територія ради: 70 км²
- Населення ради: 36 844 особи (станом на 1 січня 2014 року)
- Територією ради протікає річка Горинь.

## Населені пункти
Міській раді підпорядковані населені пункти:
- м. Нетішин

## Склад ради
Рада складається з 33 депутатів та голови.
- Голова ради: Супрунюк Олександр Олексійович
- Секретар ради: Хоменко Олена Василівна

### Керівний склад попередніх скликань
| ПІБ                            | Основні відомості                                               | Дата обрання | Дата звільнення |
| ------------------------------ | --------------------------------------------------------------- | ------------ | --------------- |
| Смишляєв Олександр Євгенович   | Міський голова, 1953 року народження, безпартійний              | 26.03.2006   | 03.03.2010      |
| Омельчук Ольга Іванівна        | Міський голова, 1981 року народження, освіта вища, позапартійна | 31.10.2010   | 01.02.2014      |
| Супрунюк Олександр Олексійович | Міський голова, 1963 року народження, освіта вища, безпартійний | 25.05.2014   |                 |

Примітка: таблиця складена за даними джерела

### Депутати
За результатами місцевих виборів 2010 року депутатами ради стали:

#### За суб'єктами висування
| Суб'єкт висування                                                                    | Кількість обраних депутатів | %    |
| ------------------------------------------------------------------------------------ | --------------------------- | ---- |
| Політична партія «Фронт Змін»                                                        | 13                          | 32,5 |
| Політична партія Всеукраїнське об'єднання «Батьківщина»                              | 10                          | 25   |
| Політична партія Всеукраїнське об'єднання «Свобода»                                  | 4                           | 10   |
| Партія регіонів                                                                      | 3                           | 7,5  |
| Політична партія «Наша Україна»                                                      | 2                           | 5    |
| Політична партія «УДАР (Український Демократичний Альянс за Реформи) Віталія Кличка» | 2                           | 5    |
| Всеукраїнська партія Миру і Єдності (ВПМЄ)                                           | 1                           | 2,5  |
| Єдиний Центр                                                                         | 1                           | 2,5  |
| Народна партія                                                                       | 1                           | 2,5  |
| Політична партія «За Україну!»                                                       | 1                           | 2,5  |
| Політична партія «Сильна Україна»                                                    | 1                           | 2,5  |
| Соціалістична партія України                                                         | 1                           | 2,5  |

#### За округами
| № округу                                                                             | Прізвище, ім'я, по батькові         | Дата визнання обраним | Освіта                    | Партійна приналежність                                                                     | Відомості про обраного депутата |
| ------------------------------------------------------------------------------------ | ----------------------------------- | --------------------- | ------------------------- | ------------------------------------------------------------------------------------------ | --- |
| Всеукраїнська партія Миру і Єдності (ВПМЄ)                                           |                                     |                       |                           |                                                                                            | |
| 9                                                                                    | Ситник Олександр Анатолійович       | 07.11.2010            | Освіта середня            | позапартійний                                                                              | приватний підприємець |
| Єдиний Центр                                                                         |                                     |                       |                           |                                                                                            | |
| 15                                                                                   | Крузер Анатолій Іванович            | 07.11.2010            | Освіта вища               | член Єдиного Центру                                                                        | Нетішинський професійний ліцей, директор |
| Народна Партія                                                                       |                                     |                       |                           |                                                                                            | |
| 19                                                                                   | Новак Андрій Андрійович             | 07.11.2010            | Освіта вища               | член Народної партії                                                                       | фермерське господарство «Нове життя», голова |
| Партія регіонів                                                                      |                                     |                       |                           |                                                                                            | |
| б/м                                                                                  | Вагнер Геннадій Леонідович          | 07.11.2010            | Освіта вища               | член Партії регіонів                                                                       | приватний підприємець |
| б/м                                                                                  | Макєєв Віктор Петрович              | 07.11.2010            | Освіта вища               | позапартійний                                                                              | Відкрите Підприємство Хмельницька АЕС, головний інженер |
| б/м                                                                                  | Демидюк Віктор Андрійович           | 07.11.2010            | Освіта вища               | позапартійний                                                                              | Відкрите Підприємство Хмельницька АЕС, замісник директора |
| Політична партія Всеукраїнське об'єднання «Батьківщина»                              |                                     |                       |                           |                                                                                            | |
| б/м                                                                                  | Сиваківський Анатолій Ярославович   | 07.11.2010            | Освіта вища               | член Всеукраїнського об'єднання «Батьківщина»                                              | Нетішинська міська рада, секретар |
| б/м                                                                                  | Шумик Сергій Володимирович          | 07.11.2010            | Освіта вища               | член Всеукраїнського об'єднання «Батьківщина»                                              | КП НМР Бюро технічної інвентаризації, начальник |
| б/м                                                                                  | Антощук Вікторія Сергіївна          | 07.11.2010            | Освіта вища               | член Всеукраїнського об'єднання «Батьківщина»                                              | приватний підприємець |
| б/м                                                                                  | Шевчук Борис Петрович               | 07.11.2010            | Освіта вища               | член Всеукраїнського об'єднання «Батьківщина»                                              | загальноосвітня школа № 1, вчитель |
| 2                                                                                    | Андрущенко Вікторія Славомирівна    | 07.11.2010            | Освіта вища               | член Всеукраїнського об'єднання «Батьківщина»                                              | ДЗ СМСЧ-4, лікар-терапевт |
| 3                                                                                    | Степаненко Микола Миколайович       | 07.11.2010            | Освіта вища               | член Всеукраїнського об'єднання «Батьківщина»                                              | пенсіонер |
| 4                                                                                    | Стефанський Мирослав Миколайович    | 07.11.2010            | Освіта вища               | член Всеукраїнського об'єднання «Батьківщина»                                              | ТОВ «Моноліт», заступник директора |
| 11                                                                                   | Калабський Сергій Володимирович     | 07.11.2010            | Освіта вища               | член Всеукраїнського об'єднання «Батьківщина»                                              | Юридична компанія «Глобал-консалтінг», юрист |
| 12                                                                                   | Сиваківська Іванна Миколаївна       | 07.11.2010            | Освіта вища               | член Всеукраїнського об'єднання «Батьківщина»                                              | ПСМНЗ «Нетішинська міська школа мистецтв», директор |
| 18                                                                                   | Войтюк Сергій Іванович              | 07.11.2010            | Освіта вища               | член Всеукраїнського об'єднання «Батьківщина»                                              | Нетішинський міський центр зайнятості, головний спеціаліст-юрисконсульт |
| Політична партія Всеукраїнське об'єднання «Свобода»                                  |                                     |                       |                           |                                                                                            | |
| б/м                                                                                  | Марчук Олександр Миколайович        | 07.11.2010            | Освіта вища               | член Всеукраїнського об'єднання «Свобода»                                                  | Виконавчий комітет Нетішинської міської ради, завідувач відділу житлово-комунального господарства управління містобудування, архітектури та житлово-комунального господарства виконавчого комітету міської ради |
| б/м                                                                                  | Федотов Володимир Григорович        | 07.11.2010            | Освіта вища               | позапартійний                                                                              | Українська православна церква Київського Патріархату, Храм св. Архистратига Божого Михаіла, настоятель храму, ігумен Владислав, священослужитель                                                                |
| б/м                                                                                  | Марчук Віктор Миколайович           | 07.11.2010            | Освіта вища               | член Всеукраїнського об'єднання «Свобода»                                                  | приватний підприємець |
| 7                                                                                    | Лукашук Володимир Петрович          | 07.11.2010            | Освіта середня            | член Всеукраїнського об'єднання «Свобода»                                                  | приватний підприємець |
| Політична партія «За Україну!»                                                       |                                     |                       |                           |                                                                                            | |
| 13                                                                                   | Добровольська Людмила Олександрівна | 07.11.2010            | Освіта вища               | член Політичної партії «За Україну!»                                                       | загальноосвітня школа № 4, директор |
| Політична партія «Наша Україна»                                                      |                                     |                       |                           |                                                                                            | |
| б/м                                                                                  | Михасик Іван Миколайович            | 07.11.2010            | Освіта вища               | член Політичної партії «Наша Україна»                                                      | Виконавчий комітет Нетішинської міської ради, заступник міського голови |
| б/м                                                                                  | Гук Михайло Володимирович           | 07.11.2010            | Освіта вища               | позапартійний                                                                              | Первинна Профспілкова Організація ХАЕС, голова первинної профспілкової організації ХАЕС |
| Політична партія «Сильна Україна»                                                    |                                     |                       |                           |                                                                                            | |
| б/м                                                                                  | Міклуха Геннадій Іванович           | 07.11.2010            | Освіта середня спеціальна | член Політичної партії «Сильна Україна»                                                    | Магазин «Міко», директор |
| Політична партія «УДАР (Український Демократичний Альянс за Реформи) Віталія Кличка» |                                     |                       |                           |                                                                                            | |
| б/м                                                                                  | Глушаков Олексій Олександрович      | 07.11.2010            | Освіта вища               | член Політичної партії «УДАР (Український Демократичний Альянс за Реформи) Віталія Кличка» | ДЗ СМСЧ-4, заступник начальника з технічних питань |
| б/м                                                                                  | Тверітін Вадим Вікторович           | 07.11.2010            | Освіта вища               | член Політичної партії «УДАР (Український Демократичний Альянс за Реформи) Віталія Кличка» | ТрЦ ВП ХАЕС, механік автомобільної колони |
| Політична партія «Фронт Змін»                                                        |                                     |                       |                           |                                                                                            | |
| б/м                                                                                  | Харченко Вадим Володимирович        | 07.11.2010            | Освіта вища               | член Політичної партії «Фронт Змін»                                                        | приватний підприємець |
| б/м                                                                                  | Тарарук Василь Ілліч                | 07.11.2010            | Освіта вища               | член Політичної партії «Фронт Змін»                                                        | ВАТ ЕК «Хмельницькобленерго», провідний інженер |
| б/м                                                                                  | Шминдрук Ігор Сергійович            | 07.11.2010            | Освіта вища               | член Політичної партії «Фронт Змін»                                                        | тимчасово не працює |
| б/м                                                                                  | Козубський Віталій Миколайович      | 07.11.2010            | Освіта вища               | член Політичної партії «Фронт Змін»                                                        | приватний підприємець |
| б/м                                                                                  | Волковецький Анатолій Васильович    | 07.11.2010            | Освіта вища               | член Політичної партії «Фронт Змін»                                                        | тимчасово не працює |
| 1                                                                                    | Преподобний Валерій Сергійович      | 07.11.2010            | Освіта середня спеціальна | член Політичної партії «Фронт Змін»                                                        | приватний підприємець |
| 5                                                                                    | Походонько Валерій Володимирович    | 07.11.2010            | Освіта вища               | позапартійний                                                                              | Міський краєзнавчий музей м. Нетішин, художник |
| 6                                                                                    | Вознюк Олег Валерійович             | 07.11.2010            | Освіта вища               | член Політичної партії «Фронт Змін»                                                        | приватний підприємець |
| 8                                                                                    | Коптюк Алім Анатолійович            | 07.11.2010            | Освіта вища               | член Політичної партії «Фронт Змін»                                                        | ДЗ СМСЧ-4, завідувач гінекологічним відділенням |
| 10                                                                                   | Бойко Валерій Федорович             | 07.11.2010            | Освіта вища               | позапартійний                                                                              | приватний підприємець |
| 16                                                                                   | Кононюк Оксана Василівна            | 07.11.2010            | Освіта вища               | позапартійна                                                                               | Краєзнавчий музей м. Нетішин, директор |
| 17                                                                                   | Сторожук Сергій Володимирович       | 07.11.2010            | Освіта вища               | член Політичної партії «Фронт Змін»                                                        | приватний підприємець |
| 20                                                                                   | Чернявка Степан Петрович            | 16.11.2010            | Освіта вища               | позапартійний                                                                              | ТРЦ ВП ХАЕС, водій |
| Соціалістична партія України                                                         |                                     |                       |                           |                                                                                            | |
| 14                                                                                   | Шелепало Петро Іванович             | 07.11.2010            | Освіта вища               | член Соціалістичної партії України                                                         | Старокривинська загальноосвітня школа, заступник директора з виховної роботи |